# تار-سو (شهرستان کمین)
تار-سو (به لاتین: Tar-Suu) یک عوارض جغرافیایی در قرقیزستان است که در شهرستان کمین واقع شده‌است. تار-سو ۵۷۴ نفر جمعیت دارد و ۱٬۵۴۴ متر بالاتر از سطح دریا واقع شده‌است.